# Ring Lardner junior

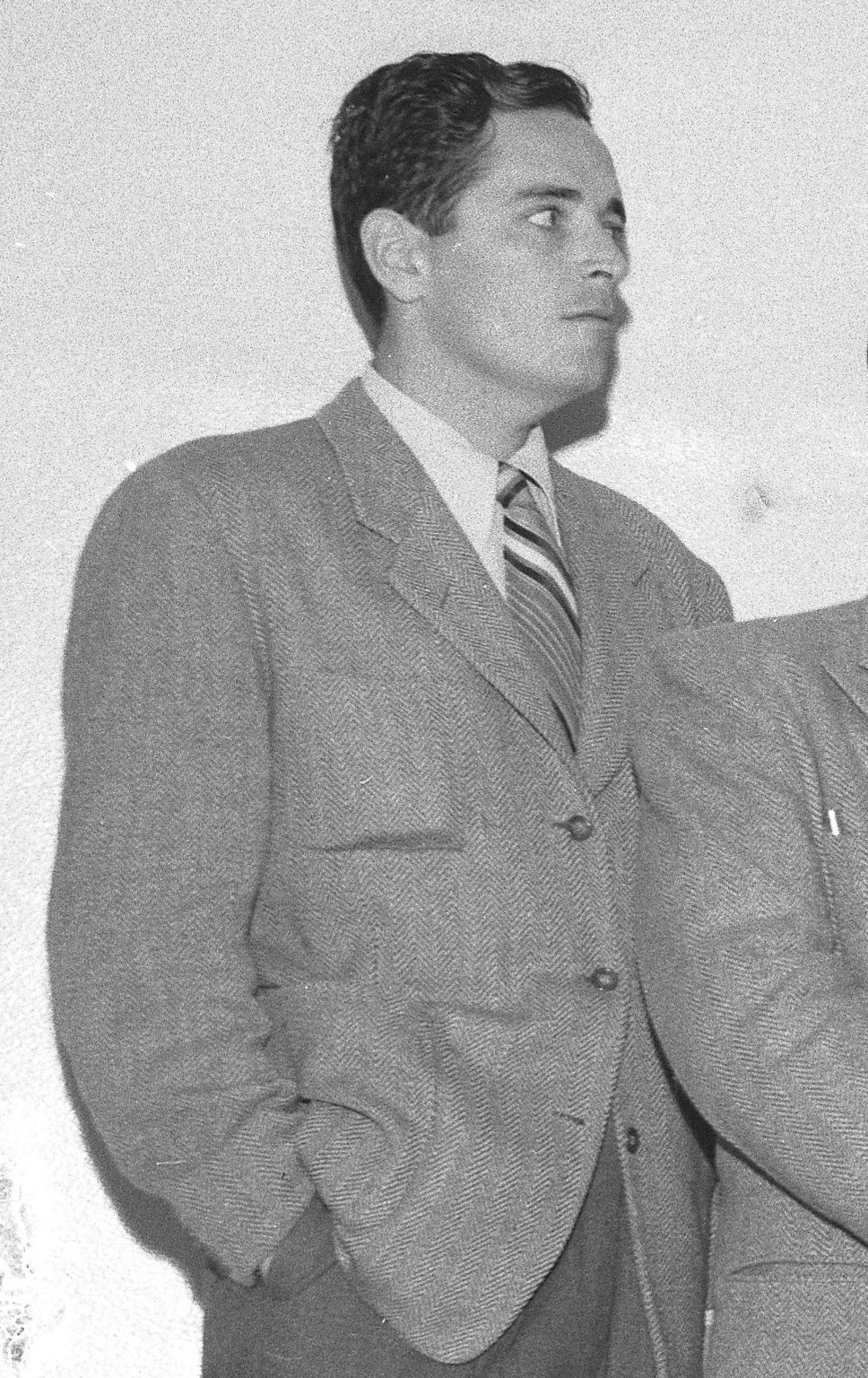
Ring Lardner, 1947

Ringgold Wilmer „Ring“ Lardner Jr. (* 19. August 1915 in Chicago, Illinois; † 31. Oktober 2000 in New York) war ein US-amerikanischer Drehbuchautor. Er war der Sohn des Schriftstellers und Sportjournalisten Ring Lardner. Sein älterer Bruder John war ebenfalls als Autor tätig.

## Leben
Nachdem Lardner Jr. sein Studium in Princeton abgebrochen hatte, wurde er 1935 Reporter beim New York Daily Mirror. David O. Selznick holte ihn Ende des Jahres nach Hollywood. Lardner arbeitete zunächst als Publizist, dann als Script-Berater für Filme wie A Star Is Born; dadurch bekam er gute Eindrücke in die Arbeit eines Drehbuchautors. Bei Selznick lernte er seine erste Ehefrau, Silvia Schulman, kennen.
Während des Spanischen Bürgerkrieges bewegte sich Lardners politische Ansicht in das linke Spektrum. Er wurde 1936 Mitglied der Kommunistischen Partei der USA und organisierte antifaschistische Demonstrationen. In den 1930er und 1940er Jahren war es für Hollywood-Studios kein Problem, Drehbuchautoren zu beschäftigen, die Anhänger des Kommunismus waren. So konnte Lardner 1943 zusammen mit Michael Kanin einen Oscar (Best Original Screenplay) für Woman of the Year (Die Frau, von der man spricht) entgegennehmen. 20th Century Fox nahm ihn unter Vertrag. Lardner verdiente wöchentlich 2.000 Dollar und war damit einer der bestbezahlten Autoren seiner Zeit.
1945 wurde die Ehe mit Silvia geschieden; aus ihr stammen zwei Kinder, Peter und Ann. 1946 heiratete Lardner die Schauspielerin Frances Chaney, die Witwe seines Bruders David. Mit ihr hatte er ein Kind, James, sowie zwei Stiefkinder, darunter die spätere Schauspielerin Kate Lardner.
1950 wurde Lardner als Mitglied der Hollywood Ten wegen Geringschätzung des Kongresses zu einem Jahr Gefängnis verurteilt. Anschließend verlor er seine Stellung bei der 20th Century Fox und kam auf die Schwarze Liste der Hollywood Studios, auf der beispielsweise auch Dalton Trumbo stand. Lardner arbeitete ohne Anerkennung an einigen wenigen Filmen, u. a. an Virgin Island unter dem Pseudonym Philip Rush, und vor allem an fünf Fernsehserien. Er veröffentlichte den Roman The Ecstasy of Owen Muir (1954). Otto Preminger gab ihm Anfang der 1960er Jahre seine erste Arbeit unter richtigem Namen, aber die Projekte wurden nicht verwirklicht. Lardners Name erschien 1965 in den Filmcredits des Klassikers Cincinnati Kid. Der Höhepunkt seines Comebacks war der Gewinn des Oscars 1971 für M*A*S*H. Allerdings floss nur wenig von Lardners Arbeit in den Film ein.
Am 31. Oktober 2000 starb Lardner an einem Krebsleiden. Er war der letzte Überlebende der zehn Filmschaffenden, die die Zusammenarbeit mit dem Komitee für unamerikanische Umtriebe verweigert hatten.

## Verfilmungen

### Drehbuch (Kinofilme)
- 1939: Meet Dr. Christian
- 1940: The Courageous Dr. Christian
- 1941: Arkansas Judge
- 1942: Die Frau, von der man spricht (Woman of the Year)
- 1946: Im Geheimdienst (Cloak and Dagger)
- 1947: Amber, die große Kurtisane (Forever Amber)
- 1950: Ein Seemann ist kein Schneemann (Swiss Tour)
- 1951: Die Nacht der Wahrheit (The Big Night)
- 1960: Prinzessin Olympia (Olimpia) (ungenannt)
- 1965: Cincinnati Kid (The Cincinnati Kid)
- 1970: M*A*S*H
- 1977: Ich bin der Größte (The Greatest)
- 1977: Zwei ausgebuffte Profis (Semi-Tough) – Regie: Michael Ritchie

### Drehbuch (TV-Serie)
- 1955: Robin Hood, König der Vagabunden (The Adventures of Robin Hood) – verschiedene Episoden der Serie
- 1959: Die vier Gerechten (The Four Just Men) – drei Episoden
- 1976: M*A*S*H – verschiedene Episoden

## Auszeichnungen
- 1943: Oscar für das Beste Originaldrehbuch für Die Frau, von der man spricht
- 1971: Oscar für das Beste adaptierte Drehbuch für M*A*S*H
- 1971: WGA Award für M*A*S*H
- 1989: Laurel Award der Writers Guild of America für besondere Leistungen